# NGC 1635
NGC 1635 est une galaxie lenticulaire située dans la constellation de l'Éridan. NGC 1635 a été découverte par l'astronome germano-britannique William Herschel en 1786.

## Caractéristiques
Sa vitesse par rapport au fond diffus cosmologique est de 3 274 ± 45 km/s, ce qui correspond à une distance de Hubble de 48,3 ± 3,45 Mpc (∼158 millions d'al).
Un anneau externe (R) entoure la galaxie. Son noyau est également entouré d'un anneau (r). Une barre traverse également le centre de cette galaxie. Tous ces détails sont visibles sur l'image réalisée avec les données du relevé SDSS.